# Gen Con
Gen Con – jeden z największych konwentów miłośników gier i fantastyki w Stanach Zjednoczonych.
Pomysłodawcą pierwszej edycji zorganizowanej w 1968 był Gary Gygax. Uczestniczy w nim średnio około 20 000 osób, stawiając go na równi z E3, Dragon Con i Origins. Od 2003 roku  odbywa się w Indianapolis (od tego czasu znany też jako Gen Con Indy).